# Elizabeth DuBois
Elizabeth DuBois, född 19 oktober 1912 i Chicago, Illinois, död 15 oktober 1963 i Dubuque, Iowa, var en amerikansk skridskoåkare. Hon deltog i uppvisningsgrenen skridsko för damer i de olympiska vinterspelen 1932 i Lake Placid. Hon vann 1 000 meter, kom tvåa på 500 meter, men kvalade inte in till finalen på 1 500 meter.